# Гиппи Гревал
Рупиндер Сингх Гревал (в.-пандж. ਰੁਪਿੰਦਰ ਸਿੰਘ ਗਰੇਵਾਲ, в.-пандж. Rupinder Singh Grewal); более известен как Гиппи Гревал (в.-пандж. ਰੁਪਿੰਦਰ ਸਿੰਘ ਗਰੇਵਾਲ, хинди गिप्पी ग्रेवाल, англ. Gippy Grewal; род. 2 января 1983, Кум Калан, Пенджаб, Индия) — индийский певец, актёр и продюсер.

## Биография
Рупиндер родился в деревне Кум Калан, в Пенджабе, сикхской семье. Имеет старшего брата Сиппи, который живёт в Австралии. Имеет степень администратора в отеле, но после учёбы он работал официантом в одной из ресторанов в Нью-Дели, затем переехал в Канаду, где он работал охранником.
В 2002 году состоялся его певческий дебют, выпустив альбом Chakkh Lai, вслед за ним остальные альбомы стали успешными.
В 2010 году состоялся его актёрский дебют Mel Karade Rabba, вместе с популярным пенджабским и болливудским актёром Джимми Шергилом, который имел коммерческий успех. Через вышел фильм «Jihne Mera Dil Luteya», который имел коммерческий успех, для которого Гиппи исполнил семь из двенадцати. В 2012 году вышел фильм «Mirza — The Untold Story», который имел рекорд кассовые сборы пенджабского фильма за первый уикенд. В том же году вышла песня «Angreji Beat», который спел дуэтом с Йо Йо Хани Сингх, записана для фильма «Коктейль», также имевший популярность.
В 2013 году вышли несколько фильмов с его участием Singh vs Kaur, Lucky Di Unlucky Story, Best of Luck, Bhaji in Problem, все фильмы имели коммерческий успех, но один из них стал первым фильмом в его карьере, который носил тюрбан, но этот фильм стал прорывом в его актёрской карьере.
В этом же году он озвучивал персонажа, в котором играл Джая Кортни, в фильме «Крепкий орешек: Хороший день, чтобы умереть», который стал первым иностранным фильмом, который был озвучен на панджаби.
В 2014 году вышел фильм Jatt James Bond, где он сыграл в паре с Зарине Хан, фильм имел коммерческий успех. в том же году вышла комедия Double Di Trouble, где он сыграл двойную роль вместе с Дхармендрой.
В 2015 году Гиппи дебютировал в Болливуде, в фильме Second Hand Husband.
В 2017 году вышел фильм Lucknow Central, где он сыграл роль второго плана, но провалился в прокате.
Снялся в фильме Subedar Joginder Singh в роли пенджабского солдата, воевавшего в 1890-х годах, также участвовал в продолжениях Carry On Jatta 2 и Manje Bistre 2.

## Личная жизнь
Женат. Имеет двух сыновей Екомара и Гурфатеха, в честь которого он назвал собственную компанию.

## Дискография
- 2002 — Chakk Ley ft. Jagdev Maan
- 2003 — Aaja Wey Mitra ft. Jagdev Maan
- 2004 — Mele Mittaran De ft. Jagdev Maan
- 2005 — Phulkari 2 ft. Jagdev Maan
- 2006 — Akh Larh Gayi ft. Jagdev Maan
- 2007 — Chandi De Challe ft. Jagdev Maan
- 2008 — My Time To Shine ft. Jagdev Maan
- 2010 — Desi Rockstar ft. Jagdev Maan
- 2011 — Talwar
- 2016 — Desi Rockstar 2

## Фильмография

### В качестве певца
- 2010 — Mel Karade Rabba — «Sher Ban ke»
- 2011 — Jihne Mera Dil Luteya — «Munde Jattan De», «Channa», «Jitthe Ho Jiye Khadde» (дуэт с Дилджит Досандж), «Jhanjhar» (дуэт с Дилджит Досандж), «Billi Billi Akkh Waliye», «Bina Galoo Kise Naal», «Jadoo Kade Tohaar Shohar»
- 2012 — «Коктейль» — «Angreji Beat» (дуэт с Йо Йо Хани Сингх)
- 2015 — Dharam Sankat Mein — «Tu Takke» (дуэт с Кушбу Гревал)
- 2015 — Loveshhuda — «Chitta Kukkad» (дуэт с Нехой Каккар)
- 2015 — «Двойной побег» — «Jatti» (дуэт с Сунидхи Чаухан), «Budwaar», «Taur» (дуэт с Bohemia) «Diamond»
- 2015 — Jatt James Bond — «Jatt Deyaan Tauran Ne» «Chandi Di Dabbi» (дуэт с Сунидхи Чаухан), «Tu Meri Baby Doll» (дуэт с Бадшахом)
- 2015 — Second Hand Husband — «Second Hand Husband», «Mitthi Meri Jaan» (дуэт с Жасмин Сандлас), «Bad Baby» (дуэт с Бадшахом)
- 2016 — «Беззаботные»[англ.] — «Khulke Dulke» (дуэт с Harshdeep Kaur)
- 2016 — Lock — «Jatt On Top»
- 2016 — Kaptaan — «Redua», «Oscar», «Rabba Rabba», «26 26»

### В качестве актёра
| Год  |   | Русское название | Оригинальное название   | Роль                       |
| ---- | - | ---------------- | ----------------------- | -------------------------- |
| 2010 | ф |                  | Mel Karade Rabba        | Nihal Dhasah               |
| 2011 | ф |                  | Jihne Mera Dil Luteya   | Yuvraaj                    |
| 2012 | ф |                  | Mirza: The Untold Story | Mirza                      |
| 2012 | ф |                  | Carry On Jatta          | Jass Dhillon               |
| 2013 | ф |                  | Singh vs Kaur           | Nihal Singh                |
| 2013 | ф |                  | Lucky Di Unlucky Story  | Lucky                      |
| 2013 | ф |                  | Best of Luck            | Kullu                      |
| 2013 | ф |                  | Bhaji in Problem        | Jeeta                      |
| 2014 | ф |                  | Jatt James Bond         | Shinda                     |
| 2014 | ф |                  | Double Di Trouble       | Fateh/Ekam                 |
| 2015 | ф |                  | Second Hand Husband     | Rajbir                     |
| 2015 | ф | Двойной побег    | Faraar                  | Shinda/Ekam                |
| 2016 | ф |                  | Kaptaan                 | Advocate Kaptaan Singh     |
| 2016 | ф |                  | Lock                    | Bhola                      |
| 2017 | ф |                  | Manje Bistre            | Sukhi                      |
| 2017 | ф |                  | Lucknow Central         | Parminder Singh Gill(Pali) |
| 2018 | ф |                  | Subedar Joginder Singh  | Joginder Singh             |
| 2018 | ф |                  | Carry On Jatta 2        | Jass                       |
| 2019 | ф |                  | Manje Bistre 2          | Sukhi                      |
| 2019 | ф |                  | Sheera                  | Sheera                     |
| 2019 | ф |                  | Pind Da Prince          | Jack Dhillon               |